# Erkrath
Erkrath – miasto w Niemczech, w kraju związkowym Nadrenia Północna-Westfalia, w rejencji Düsseldorf, w powiecie Mettmann. W 2010 roku liczyło 45 963 mieszkańców.

## Współpraca
Miejscowości partnerskie:
- Cergy-Pontoise, Francja
- Lancashire, Wielka Brytania
- Leinefelde – dzielnica Leinefelde-Worbis, Turyngia
- Port-de-Paix, Haiti